# フリンダース島

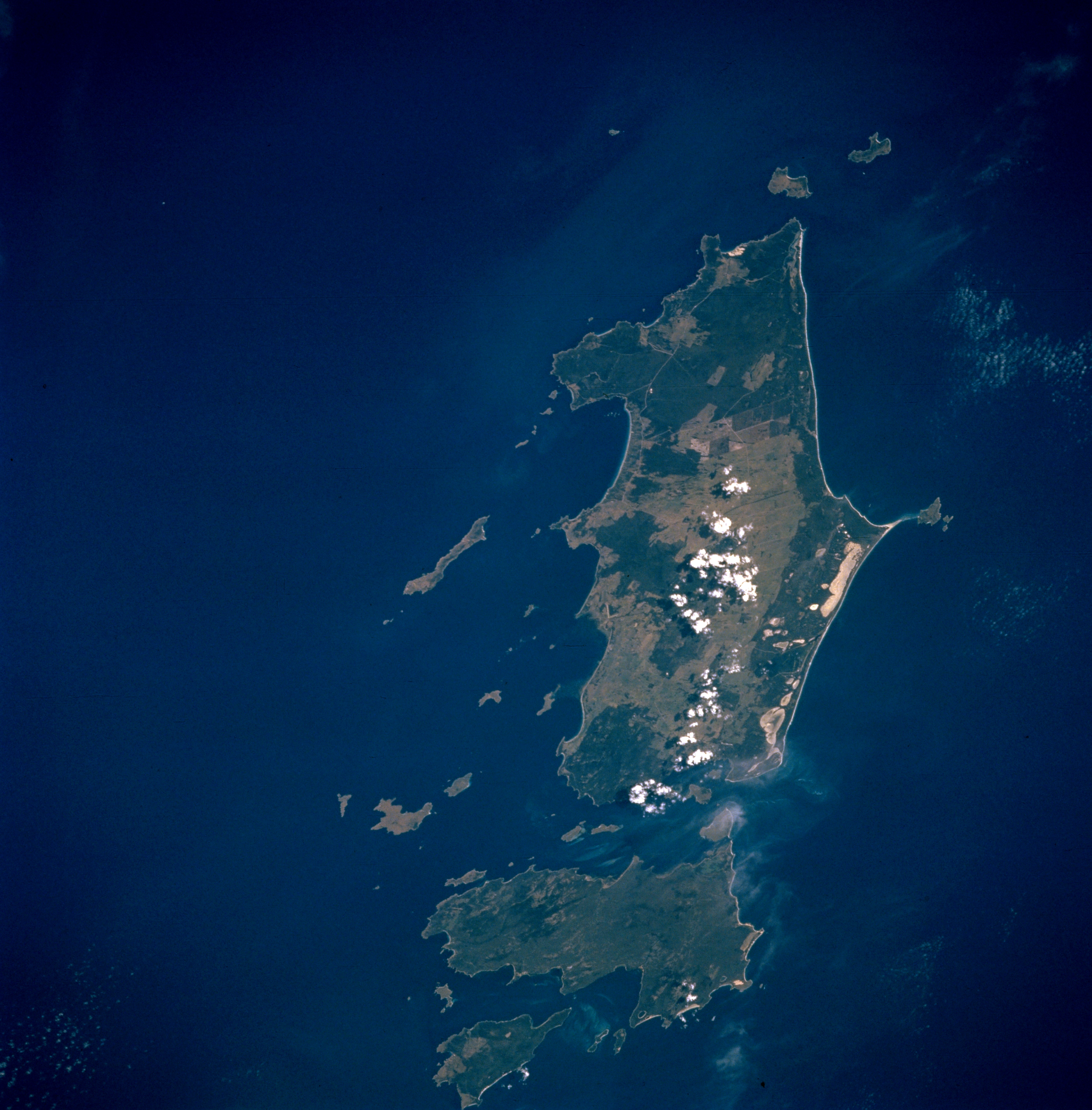
フリンダース島

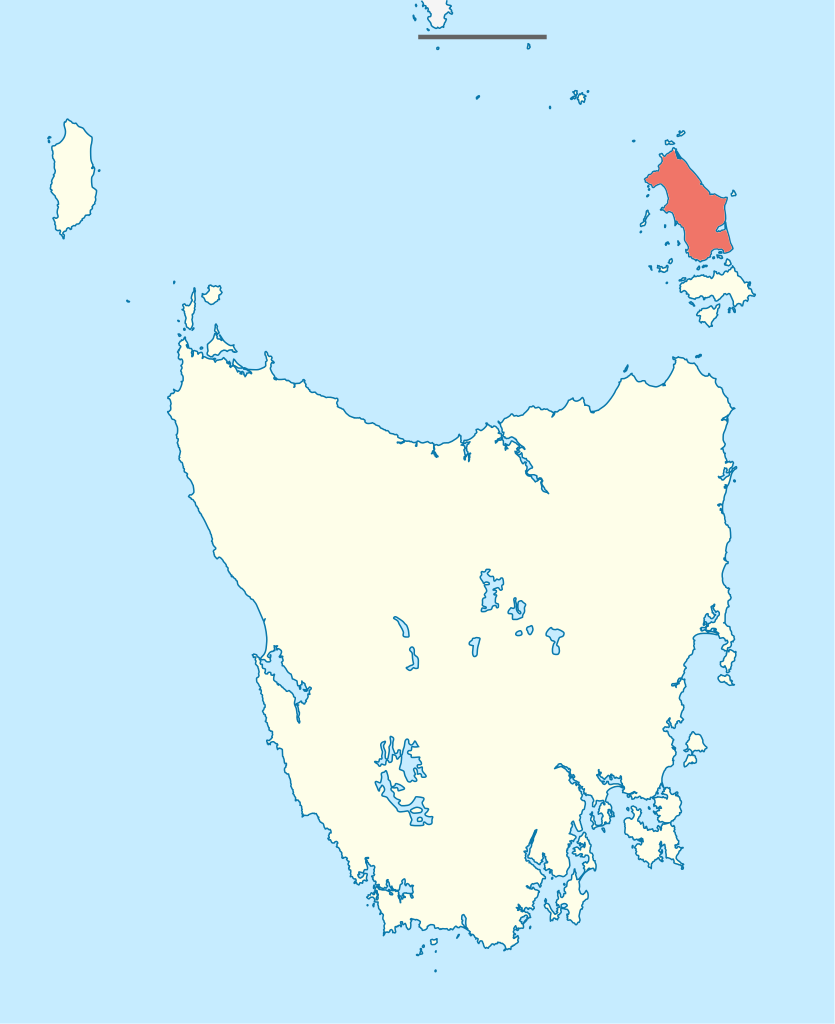
フリンダース島の位置

フリンダース島（フリンダースとう、Flinders Island）とはバス海峡にあるオーストラリア領の島。
タスマニア島東端の北20kmに位置する。ファーノー諸島の中で最も大きな島であり、南側はケープバレン島と隣接する。タスマニア州に属し、Municipality of Flinders local government areaの一部。島は南北約75km、東西約40kmで、面積は1333 km²。人口約1000人。
島にはミドリホウセキドリ、ガラクシエラ・プシラ、コアジサシなどが生息しており、南東部海岸のローガン・ラグーンは1982年にラムサール条約登録地となった。